# Resolució 1476 del Consell de Seguretat de les Nacions Unides
La Resolució 1476 del Consell de Seguretat de les Nacions Unides fou adoptada per unanimitat el 24 d'abril de 2003. Després de recordar totes les resolucions anteriors sobre Iraq, incloses les resolucions 661 (1991), 986 (1995), 1409 (2002), 1454 (2002) i 1472 (2003) en relació amb la prestació de l'ajuda humanitària al poble iraquià, el Consell va aprovar estendre el Programa Petroli per Aliments fins al 3 de juny de 2003.
L'extensió es va promulgar sota el Capítol VII de la Carta de les Nacions Unides i estava subjecta a noves renovacions per part del Consell. La resolució anterior sobre aquest tema va donar al secretari general de les Nacions Unides més autoritat per administrar el programa. En el moment de l'adopció de la Resolució 1476, el valor dels articles prioritaris d'enviament a l'Iraq va arribar als 548,6 milions de dòlars.